# 4352 Kyoto
4352 Kyoto este un asteroid din centura principală, descoperit pe 29 octombrie 1989 de Atsushi Sugie.